# キャレン・ディッシャー
キャレン・ディッシャーもしくはカレン・ディッシャー（Karen Disher) は、アメリカの女優、映画監督、声優、アニメーター。

## キャリア
ブルー・スカイはMTVアニメーション閉鎖の協力者だった アニメーションは永遠に変化している。 ブルースカイ・スタジオが開催されるため、社内での作業は終了する可能性があります

## 監督
- 1997–2002 : ダリア
- 2011: アイス・エイジ クリスマス

## 声の出演
| 年     | 役割         | 題              | 備考 |
| ------ | ------------ | --------------- | ---- |
| 2009年 | スクラッティ | アイス・エイジ3 |      |
| 2012年 | スクラッティ | アイス・エイジ4 |      |